# Saab Quantum
Saab Quantum var en serie med fem bilmodellversioner tillverkade av Saab i USA. De tidigaste modellversionerna använde en tvåtaktsmotor, växellåda samt fjädringssystem från en Saab 93. Senare användes en drivlina och fjädringssystem från Saab 96.

## Modellversioner

### Quantum I
Första modellversionen använde en enkel aluminiumkaross, och en vattenkyld, trecylindrig tvåtaktsmotor, växellåda samt fjädringssystem från en Saab 93.

### Quantum II
Den andra modellversionen var nästan identisk med den första, och använde samma teknik och design.

### Quantum III
Helt ny design. Två bilar byggda.

### Quantum IV
Ensitsig tävlingsbil som endast såldes som byggsatsbil. Den fjärde modellversionen byggdes för Sports Car Club of America och deras Formula S-serie.

#### Galleri

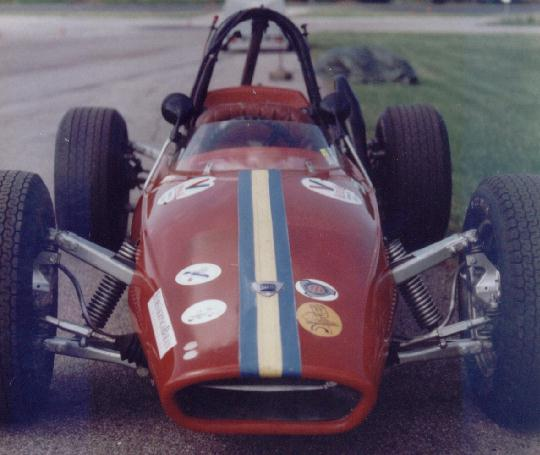
Front.
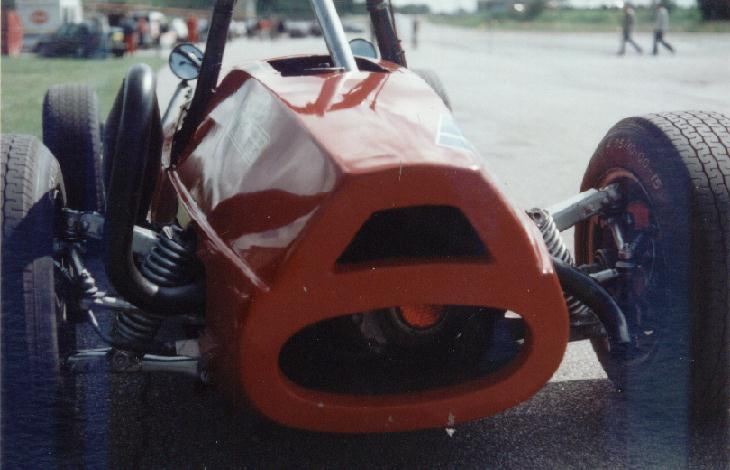
Bak.
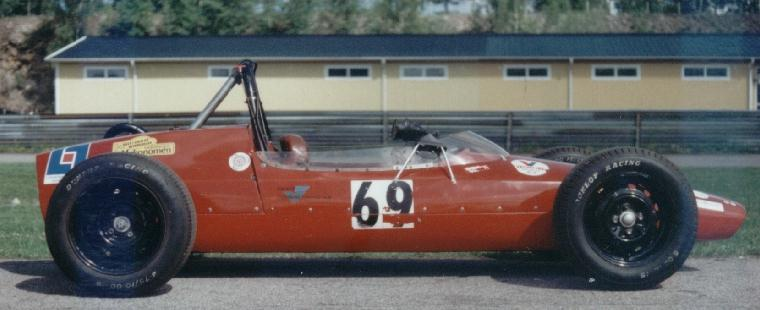
Sida.
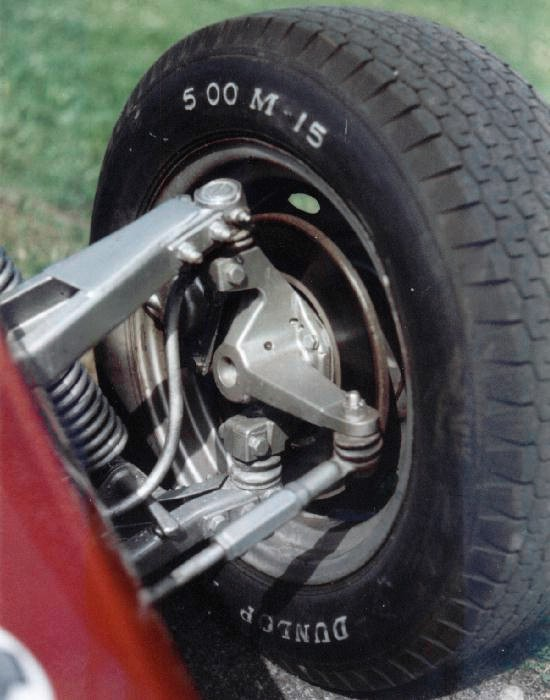
Bilens fjädringssystem, dubbel länkarmsfjädring.

### Quantum V
Modellen använde en kaross från brittiska Ginetta, samt en Saab tvåtaktsmotor och växellåda. Endast en bil byggdes.